# Minster (Ohio)
Minster – wieś w Stanach Zjednoczonych, w stanie Ohio, w hrabstwie Auglaize.